# Acrolophus penumbra
Acrolophus penumbra är en fjärilsart som beskrevs av Walsingham 1914. Acrolophus penumbra ingår i släktet Acrolophus och familjen Acrolophidae. Inga underarter finns listade i Catalogue of Life.